# Szemelé
Szemelé a görög mitológiában királylány, Kadmosz Thébai királya és Harmonia gyermeke, Zeusztól született fia Dionüszosz. A Szemelé név, mint a Dionüszosz-kultusz sok más eleme (thürszosz, dithirambus) nyilvánvalóan nem görög, hanem trák–phrüg, sőt Szemelé apja Kadmosz története alapján föníciai eredetű.

## A Zeusz affér és Dionüszosz születése
Zeusz, halandónak álcázva magát, Szemelé kedvese lett. A féltékeny Héra a lány dajkájának képében rábeszélte az állapotos Szemelét, hogy eskesse meg titokzatos szeretőjét, hogy teljesíti egy kérését. Majd kérje meg kedvesét, árulja el, hogy ki ő – mutassa meg valódi énjét és természetét. Esküjétől kötve, Zeusz teljes mennyei fényében, mennydörgés és villámok között jelent meg a lány előtt. Szemelé nem bírta elviselni a ragyogást és belehalt a látványba.
„A halandó test amaz égi
istenerőt nem bírta el és ölelésben elégett.”
(fordította: Devecseri Gábor)
Zeusz a lány méhéből kiemelte és combjába varrta még éretlen kisded fiát, ahol a gyermek világrajötte előtt további három hónapig fejlődött. Dionüszosz nevének jelentése: „kétszer született”. Másik neve a mitológiában Bakkhosz. Dionüszosz a szőlőművelés istene, a bor és a mámor megtestesítője.
Amikor Dionüszosz felnőtt és istenné vált, felhozta anyját az alvilágból és „Thüoné” néven az Olümposz hegyén trónoló istenek közé emelte, hogy vigyázzon rá – lelkesültségtől félőrült fiára.

## A Szemelé mítosz eredete
Szemelé történetének bölcsője a Théba akropoliszán álló Kadmea palota. Amikor Pauszaniasz, a földrajztudós a 2. században Thébába látogatott, még azt a nász-szobát is megmutatták neki, ahol Szemelé Zeuszé lett és Dionüszoszt nemzették. Ám amióta megtalálták azt a pecsétfeliratot, amely szerint a palota az i. e. 14.–i. e. 13. században épülhetett, azóta a tudósok úgy vélik, hogy Szemelé mítosza pre-Hellén kori, mükénéi eredetű. Dionüszosz pedig Lerna mellett ereszkedett le Tartaroszba, hogy halott anyját kiszabadítsa.
Szemelével együtt a palota egy része is elégett. A lány fivére, Polüdórosz a „thébai palotában, Szemelé kiégett kamrájában Démétér-szentélyt alakított ki, ahová senki sem léphetett be. Az érinthetetlen szentély valószínűleg a kreóni időkig, s talán azon is túl, magába szívta és őrizte a kadmoszi palota sötét titkait. Ez vált a palota láthatatlan szívévé. Ide vonulhatott el önvakítása után Oidipusz.”
A görög mítoszok is arról tanúskodnak, hogy Szemelé alakja Thébához kötődik. Homérosz himnusztöredékei alapján Zeusz itt hozta világra fiát másodszor a távoli, misztikus múltban.
Szemelé kultusza Athénban volt a legjelentősebb. Minden évben a tél közepén, januárban rendezték Lénaia ünnepét, ahol a Dionüszoszt jelképező ökör áldozatot Szemelé tiszteletére mutatták be. Ilyenkor az állat egy-kilenced részét az oltáron elégették, a többi részeit szétmarcangolták és nyersen ették meg a hívek.

## Szemelé a római kultúrában
Amikor Dionüszosz beavatási kultusza elterjedt Rómában, röviddel az i. e. 186-os közbotrány, az úgynevezett Bacchanalia-összeesküvés előtt, Szemelé nevét Stimulára változtatták. Ezeknek a rítusoknak, misztérium-játékoknak és beavatási szertartásoknak a Szemelé/Stimula istennőnek szentelt erdő adott otthont. Ovidius a Római naptár című munkájában – Fasti vi. 503. szakaszában – örökíti meg a római bacchanália ritusokat, amelyeknek inkább misztikus, mint történelmi szinezetet ad.

## Szemelé az újkor művészetben
A 18. században Szemelé története három azonos című opera alapjául szolgált, amelyek szerzői John Eccles (1707), Marin Marais (1709) és Georg Friedrich Händel (1743) voltak. Eccles és Händel mindketten William Congreve librettóját használták fel műveikben. A Händel által komponált opera eredetileg statikus és tömör oratórikus mű volt, amit a zeneszerző később átdolgozott. A Lenten koncertsorozat részeként adták elő 1744. február 10-én. Az ifjú Friedrich Schiller is feldolgozta témát 1780 körül egy lírai kisopera formájában. 1800-ban átdolgozta, megfosztotta a hagyományos dramaturgiától, így a mű teljesen líraivá vált. Új elemeket vitt a történetbe: Héra Szemelé dajkájának képében menekül a pestis elől, s így találkoznak.

## Külső hivatkozások
- Homéroszi Himnuszok
- Szemelé
- Thyone
- Dionüszosz a bor és mámor megtestesítője